# Roberto Martínez Celigüeta
Roberto Martínez Celigüeta (Pamplona, 21 de febrer de 1966) és un exfutbolista navarrès, que ocupava la posició de davanter.
Format al planter de l'Athletic Club, debuta a primera divisió a la campanya 1987-88. Al club basc hi passa tres campanyes, sent suplent.
Posteriorment fitxa per la UD Salamanca, on marca 12 gols la temporada 90/91. L'any següent torna a jugar a la màxima categoria a les files del Reial Valladolid. Hi disputa 15 partits i els val·lisoletans perden la categoria.
La temporada 93/94 marca 18 gols amb el Palamós CF, de Segona Divisió. L'any següent aconsegueix l'ascens a la màxima categoria amb el CP Mérida, però no té continuïtat i recala a l'Almeria CF.
Va ser internacional sub-18 amb la selecció espanyola.